# Henri Taverna
Henri Taverna, né le 15 juillet 1903 dans le 3e arrondissement de Paris et mort  le 1er décembre 1987 à Ivry-le-Temple, est un monteur et un acteur français. 

## Biographie
Il s'est marié à la monteuse Louisette Hautecoeur (1914-2004) en octobre 1944.

## Filmographie partielle
Comme acteur
- 1935 : Le scarpe al sole, film italien de Marco Elter : Daniele.

Comme monteur
- 1933 : Ciboulette de Claude Autant-Lara
- 1937 : Courrier Sud de Pierre Billon
- 1937 : Le Porte-veine d'André Berthomieu
- 1939 : Eusèbe député d'André Berthomieu
- 1940 : La Nuit merveilleuse de Jean-Paul Paulin
- 1942 : La Neige sur les pas d'André Berthomieu
- 1942 : Félicie Nanteuil de Marc Allégret
- 1944 : Les Petites du quai aux fleurs de Marc Allégret
- 1945 : La Grande Meute de Jean de Limur
- 1946 : Amour, Délices et Orgues d'André Berthomieu
- 1947 : Le Mariage de Ramuntcho de Max de Vaucorbeil
- 1947 : Le silence est d'or de René Clair
- 1947 : Le Village perdu de Christian Stengel
- 1948 : L'Armoire volante de Carlo Rim
- 1948 : Blanc comme neige d'André Berthomieu
- 1949 : Hans le marin de François Villiers
- 1950 : Prélude à la gloire de Georges Lacombe
- 1950 : La Petite Chocolatière d'André Berthomieu
- 1951 : La nuit est mon royaume de Georges Lacombe
- 1951 : La Taverne de la Nouvelle-Orléans de William Marshall
- 1951 : La Maison Bonnadieu de Carlo Rim
- 1952 : Dans la vie tout s'arrange de Marcel Cravenne
- 1952 : Allô... je t'aime de André Berthomieu
- 1952 : Les loups chassent la nuit de Bernard Borderie
- 1953 : L'Appel du destin de Georges Lacombe
- 1954 : Châteaux en Espagne de René Wheeler
- 1955 : On déménage le colonel de Maurice Labro
- 1956 : Marie-Antoinette reine de France de Jean Delannoy
- 1956 : Notre Dame de Paris de Jean Delannoy
- 1958 : Maigret tend un piège, de Jean Delannoy
- 1958 : Guinguette, de Jean Delannoy
- 1959 : Katia de Robert Siodmak
- 1959 : Maigret et l'Affaire Saint-Fiacre de Jean Delannoy
- 1960 : Le Baron de l'écluse de Gilles Grangier
- 1961 : La Princesse de Clèves de Jean Delannoy
- 1961 : L'Affaire Nina B. de Robert Siodmak
- 1961 : Le Triomphe de Michel Strogoff de Victor Tourjansky
- 1963 : Le Captif de Maurice Labro
- 1963 : Mathias Sandorf de Georges Lampin
- 1964 : La Bonne Soupe de Robert Thomas
- 1964 : Patate de Robert Thomas
- 1965 : Le Majordome de Jean Delannoy
- 1966 : Les Sultans de Jean Delannoy
- 1967 : Le Soleil des voyous de Jean Delannoy
- 1970 :  La Peau de Torpedo de Jean Delannoy
- 1974 : Piaf de Guy Casaril